# Burgkopf (Rothaargebirge)
Der Burgkopfrücken ist ein bis 661,1 m ü. NHN hoher, sich in Form eines nach Westen offenen Halbmonds von Nord nach Süd ziehender Bergrücken an der Grenze zwischen Sauerland und Wittgensteiner Land im Rothaargebirge. Über ihn verläuft die Wasserscheide des Systems der Röspe im Westen zu dem der Kappel im Osten.
Auf groben Karten wird der gesamte Rücken als Burgkopf eingezeichnet, auf feineren sein 658,4 m hoher südlicher Hauptgipfel. Nördlich des zentralen Hauptgipfels liegt das Heiligenholz (657,7 m). Von der ehemaligen Burg Rüspe sind noch einige Wälle vorhanden.

## Lage
Der Burgkopfrücken ist ein Südostausläufer der Hohen Hessel (743,4 m) der Rüsper Rothaar, mit der er über eine Scharte auf 607,0 m verbunden ist. An der sauerländischen Westseite liegt er in der Gemarkung von Oberhundem, Stadt Kirchhundem, Kreis Olpe, mit dem Weiler Rüspe in unmittelbarer Randlage. Am Ostrand liegen, in größerer Entfernung vom Kamm, die Dörfer Wingeshausen und, südlich davon, Aue auf ihren gleichnamigen Gemarkungen der Stadt Bad Berleburg, am Südrand liegt der Weiler Röspe auf der Gemarkung Birkelbach, Gemeinde Erndtebrück – alle Kreis Siegen-Wittgenstein. Rüspe liegt am Meinscheidbach, der in die Röspe mündet, die schließlich in Röspe in die Eder mündet, Wingeshausen und Aue liegen im Flusssystem der ebenfalls der Eder tributären Kappel.
Das Heiligenholz liegt auf der Gemarkungsgrenze Oberhundems zu Wingeshausen, der Hauptgipfel bereits knapp auf der Grenze Oberhundems zu Aue, auf der auch der namentliche Burgkopf liegt. Der sich südsüdwestlich anschließende Gipfel Darre (639,4 m) liegt auf Birkelbacher Gemarkung.

## Naturräumliche Zuordnung
Zwar erreicht der Burgkopf Höhenlagen, die durchaus in der Rorhaar üblich sind, jedoch liegt er eine Höhenstufe bzw. über 80 m unter der der Hohen Hessel. Da er überdies deutlich im Flusssystem der Eder liegt, wurde er der Einheit Auer Ederbergland des Rothaargebirges zugeordnet, dem auch das Tal der südöstlich flankierenden Eder und der jenseits dieser gegenüberliegende Höhenzug des Strauch (643,0 m) zugeordnet werden. Auch der sich jenseits der Röspe  und Röspes anschließende, vom Zinser Kopf (617,3 m) im Süden ausgehende Zinser Rücken zwischen den Tälern von Zinse (W), Eder (O) und Elberndorfer Bach (S) gehört zu diesem Naturraum, ebenso, jenseits der Kappelbucht mit Aue und Wingeshausen im Osten, Südabdachungen der Kühhuder Rothaar mit dem Windhain (617,8 m).

## Der Höhenzug
- Karte mit allen Koordinaten:
- OSM |
- WikiMap

Der Höhenzug des Burgkopfes ist orographisch deutlich abgegrenzt. In Nähe seiner Scharte zur Hohen Hessel fließt im Westen der Dangessiefen vom Hang der Hessel ein, der über Meinscheidbach und Röspe in die Eder entwässert. Östlich fließt hingegen, auch von der Hessel, der Westerbach, rechter Quellbach und Hauptarm der Kappel, die ebenfalls zur Eder entwässert, ein. Dangessiefen und Westerbach kommen sich kurz unterhalb der Dangessiefenquelle, noch im Bereich der Hessel, fast auf 10 m nah. Der Westerbach wendet sich schließlich in atypischer Weise, nicht senkrecht zu den Höhenlinien, nach Osten. Der Hauptkamm verläuft von der Scharte zur Meinscheidmündung.
Höhenangaben entstammen im Folgenden dem digitalen Geländemodell, sofern nicht die Deutsche Grundkarte referenziert ist. Entfernungen beziehen sich auf die Kammlinien/Wasserscheiden bzw. auf die Gewässerstationierung.

### Außenbegrenzung
Folgendermaßen ist der Höhenzug im Uhrzeigersinn, beginnend im Norden, begrenzt:
- Scharte des Rückens auf 607,0 m[3] (⊙)
  - → 190 m, ↓ 24 m (−126,3 ‰) Weg zur Dangessiefen
- Dangessiefen passiert Scharte auf 583 m (⊙)
  - → 1590 m, ↓ 69 m (−43,4 ‰) Dangessiefen
- Dangessiefenmündung auf 514 m (⊙)
  - → 2800 m, ↓ 44,5 m (−15,9 ‰) Meinscheid
- Meinscheidmündung auf 469,5 m (⊙)
  - → 2340 m, ↓ 20,6 m (−8,8 ‰) Röspe
- Röspemündung auf 448,9 m (⊙)
  - → 4130 m, ↓ 21 m (−5,1 ‰) Eder
- Kappelmündung auf  429,8 m (⊙)
  - → 1310 m, ↑ 13,2 m (+10,1 ‰) namentlich Kappel
- Vereinigung des Westerbachs mit dem Bortlingsbach zur Kappel auf 443 m (⊙)
  - → 5130 m, ↑ 70 m (+13,6 ‰) Westerbach
- Kappelknick nah der Scharte auf 583 m (⊙)
  - → 240 m, ↑ 24 m (+100 ‰) Weg zurück zur Scharte
- Scharte auf 607,0 m

Der so definierte Höhenzug nimmt die Fläche von 14,8 km² ein und hat 17,73 km Umfang.

### Hauptkamm zur Meinscheidmündung
Der eigentliche Hauptkamm verläuft an der unteren (östlichen) Wasserscheide des Meinscheidbachs. Er hat den folgenden Verlauf:
- Scharte des Rückens auf 607,0 m[3]
  - → 680 m, ↑ 35,0 m  (+51,5 ‰)
- Nordwestgipfel, 642,0 m (⊙)
  - → 290 m, ↓ 15,8 m (−54,5 ‰)
- Scharte des Nordwestgipfels auf 626,2 m[3]
  - → 540 m, ↑ 31,5 m  (+58,3 ‰)
- Heiligenholz, 657,7 m (⊙)
  - → 390 m, ↓ 7,9 m (−20,3 ‰)
- Scharte des Heiligenholz auf 649,8 m
  - → 250 m, ↑ 11,3 m  (+45,2 ‰)
- Hauptgipfel, 661,1 m (⊙)
  - → 360 m, ↓ 14,3 m (−39,7 ‰)
- Scharte des Burgkopf auf 646,8 m
  - → 300 m, ↑ 11,6 m  (+38,7 ‰)
- Burgkopf, 658,4 m (⊙)
  - → 450 m, ↓ 29,8 m (−66,2 ‰)
- Scharte der Darre auf 628,6 m[3]
  - → 280 m, ↑ 10,8 m  (+38,6 ‰)
- Darre, 639,4 m (⊙)
  - → 1610 m, ↓ 169,9 m (−105,5 ‰)
- Meinscheidmündung auf 469,5 m

Die Teillängen dieses Kamms addieren sich auf eine Länge von 5,15 km, davon allein 1,86 km ohne Unterbrechung oberhalb 540 m

### Nebenkamm zur Röspemündung
Ab der Darre wäre auch der Weg zur Röspemündung denkbar:
- Darre, 639,4 m
  - → 680 m, ↓ 88,4 m (−130 ‰)
- Scharte des Breitenbergs auf 551,0 m
  - → 420 m, ↑ 23,3 m  (+55,5 ‰)
- Breitenberg, 574,3 m (⊙)
  - → 1070 m, ↓ 125,4 m (−117,2 ‰)
- Röspemündung auf 448,9 m

Der Weg ab der Scharte des Höhenzugs bis zur Röspemündung addiert sich auf 5,71 km.

### Nebenkamm zur Kappelmündung
Ab dem Zentralgipfel wäre auch der Weg zur Kappelmündung denkbar:
- Hauptgipfel, 661,1 m
  - → 1200 m, ↓ 99,3 m (−82,7 ‰)
- Scharte der Kappeler Bracht auf 561,8 m
  - → 350 m, ↑ 30,4 m (+86,9 ‰)
- Kappeler Bracht, 592,2 m (⊙)
  - → 1950 m, ↓ 162,4 m (−83,3 ‰)
- Kappelmündung auf 429,8 m

Der Weg ab der Scharte des Höhenzugs bis zur Kappelmündung addiert sich auf 5,65 km.

### Weitere Gipfel
Neben den halbwegs eigenständigen Gipfeln Breitenberg und Kappeler Bracht existieren außerhalb des Hauptkamms noch drei weitere namentliche, wenngleich nur schwach ausgeprägte Gipfel, nämlich der Schnabel (575,2 m; Scharte auf 569,6 m;⊙) im Nordosten, das Mühlenköpfchen (511,7 m; Scharte auf 502,1 m; ⊙) im Osten und der Große Kopf (600,2 m; Scharte auf 569,0 m; ⊙) südöstlich des Zentrums.

## Historische Einzeichnungen
In der Preußischen Uraufnahme, Blatt 4915 Wingeshausen vom Jahr 1841, ist der Name „Burgkopf“ an einer Stelle eingezeichnet, die zwischen dem Hauptgipfel und dem Südgipfel liegt. Östlich des heute als Heiligenholz deklarierten Gipfels sind „Steinbrüche“ verzeichnet und mit „Heiligenholz“ ist der Rücken zum Mühlenköpfchen beschriftet. Eingezeichnet sind ferner „Cappeler Bracht“, „Die Darre“ und „Breitenberg“.
In der Preußischen Neuaufnahme des Blattes von 1884 steht „Burgkopf“ am südlichen Hauptgipfel, dessen Höhe mit 657,6 m deklariert ist, am Zentralgipfel sind 650 m eingezeichnet, was sich offenbar auf den Wegpunkt der Einmündung des Fußwegs von Rüspe bezieht. „Heiligenholz“ ist nunmehr im äußersten Nordwesten des Höhenzugs eingezeichnet. Deklariert sind ferner „Darpe“ mit 639 m, „Kappler Brache“ mit 591 m und Breitenberg mit 570,2 m.
Noch im Messtischblatt von 1929 sind die Einzeichnungen wie in der Neuaufnahme, lediglich wurdsen einige Höhen präzisiert. Weder der zentrale noch der nördliche Hauptgipfel sind als solche kenntlich gemacht.

## Sauerländisch-Wittgensteinische Grenze
Die Sauerländisch-Siegerländische Grenze, das Kölsche Heck, endet, am Dreiherrenstein (673,9 m), im Kamm der Rothaar. Auch die Sauerländisch-Wittgensteinische Grenze, die sie an der heutigen gemeinsamen Kreisgrenze (Kreis Olpe und, deutlich jenseits des Burgkopfes, Hochsauerlandkreis vs. Kreis Siegen-Wittgenstein) fortführt, führt über weite Teile den Rothaarkamm entlang, jedoch an ihrer südwestlichen Basis, zwischen Dreiherrenstein und Hoher Hessel (743,4 m) nicht. Der sogenannte Rüsper Wald war lange Zeit umkämpft, siehe Rüspe#Geschichte.
Die Grenze verlässt vom Dreiherrenstein aus zunächst den Rothaarkamm ins Ederbergland, Einzugsgebiet der Röspe. Zunächst folgt sie, an der Grenze der Stadt Kirchhundem, Gemarkung Heinsberg, zur Gemeinde Erndtebrück, Gemarkungen Zinse, Womelsdorf und Birkelbach, über Schmalenberg (644,9 m) und Hermeskopf (611,7 m) der Wasserscheide von oberer und mittlerer Röspe zur Zinse, bis sie den Hauptbach quert, wonach sie auf sauerländischer Seite in die Gemarkung Oberhundem wechselt. Sie verläuft für einen Abschnitt über den Meinscheidbach, bis sie, knapp südlich von Rüspe, auf den Burgkopf-Höhenrücken aufsteigt, wo kurz vor Erreichen des Kamms auf der Wittgensteiner Seite in die Gemarkung Aue, Stadt Bad Berleburg, trifft und schließlich  am namentlichen Burgkopf (658,4 m) die Wasserscheide zwischen Röspe und Kappel erreicht. Auf der Kammlinie wechselt, nach Passieren des Hauptgipfels (661,1 m) auf Berleburger Seite die Gemarkung zu Wingeshausen, es folgt das Heiligenholz (657,7 m), wo sie sich nach Westnordwest zum Nordwestgipfel (642,2 m) wendet, dann nach Norden, um unmittelbar westlich Kasimirstals die Kappel zu queren und in der Hessel die Rothaar zu erreichen, bald darauf schließlich deren Hauptkamm  – sie bis zur Gebietsreform in den 1970ern erst unmittelbar vor dem Kahlen Asten verließ.

## Naturschutzgebiete
Die Gipfelbereiche auf der Wittgensteinischen Seite liegen im NSG Rothaarkamm am Grenzweg, davon etwa 124,8 ha auf Wingeshäuser Gemarkung (Nordrand mit Schnabel, Nordwestgipfel anteilig, jedoch nicht Heiligenholz), 178,6 ha auf Auer (Hauptgipfel und Burgkopf anteilig, Großer Kopf, Tal der Freberseifen zwischen Großem Kopf und Kappeler Bracht, die Kappeler Bracht selber nicht) und 108,54 ha auf Birkelbacher (Darre und Breitenberg).
Auch die Läufe der umgrenzenden Fließgewässer sind teils geschützt. Dangessiefen und Meinscheid auf Oberhundemer Gemarkung liegen im NSG Schwarzbachsystem mit Haberg und Krenkeltal; Meinscheid, Röspe und Teile der Eder liegen auf Birkelbacher und Auer Gemarkung im NSG Eder.